# جوانا جليسون
جوانا جليسون (بالإنجليزية: Joanna Gleason)‏ (ولدت سنة 1950  م) هي ممثلة مسرحية، وممثلة أفلام كندية، ولدت في تورونتو.

## التعليم
تعلمت في مدرسة يو سي إل إيه للمسرح والسينما والتلفزيون ‏، وكلية اوكسيدنتال.

## جوائز وترشيحات
حصلت على جوائز منها:
- جائزة توني عن فئة أفضل ممثلة في مسرحية موسيقية  [لغات أخرى]‏ (1988)
- جائزة المسرح العالمي (1977).[3]

ترشحت لـ:
- جائزة توني لأفضل ممثلة بارزة في مسرحية  [لغات أخرى]‏ (1985).

## وصلات خارجية
- جوانا جليسون على موقع IMDb (الإنجليزية)
- جوانا جليسون على موقع ألو سيني (الفرنسية)
- جوانا جليسون على موقع ميوزك برينز (الإنجليزية)
- جوانا جليسون على موقع أول موفي (الإنجليزية)
- جوانا جليسون على موقع قاعدة بيانات برودواي على الإنترنت (الإنجليزية)
- جوانا جليسون على موقع قاعدة بيانات برودواي على الإنترنت (الإنجليزية)
- جوانا جليسون على موقع قاعدة بيانات الأفلام السويدية (السويدية)
- جوانا جليسون على موقع إن إن دي بي (الإنجليزية)
- جوانا جليسون على موقع ديسكوغز (الإنجليزية)
- جوانا جليسون على موقع قاعدة بيانات الفيلم (الإنجليزية)